# Girk
Girk – polski herb szlachecki z nobilitacji.

## Opis herbu
Na tarczy dzielonej w słup w polu prawym, czerwonym nałęczka srebrna; w polu lewym, złotym na trójwzgórzu czarnym żuraw w barwach naturalnych, trzymający w uniesionej lewej łapie kamień srebrny, między dwiema gwiazdami złotymi.
Na hełmie w koronie, klejnot – żuraw w barwach naturalnych, z uniesionymi skrzydłami, między dwoma rogami łosia czarnymi.
Labry – z prawej czerwone, podbite srebrem, z lewej czarne, podbite złotem.

## Najwcześniejsze wzmianki
Nadany 15 czerwca 1593 Henrykowi i Janowi Girk. Herb powstał z adopcji do Nałęcza.

## Herbowni
Girk, Girkior.